# 岡本東郎
岡本 東郎（おかもと はるお）は、日本の映画プロデューサー。バップの作品に多く関わる。

## 参加作品

### 映画
特筆なければ出典は映画.com
- それいけ!アンパンマン アンパンマンとハッピーおたんじょう日（1995年）プロデューサー[2]
- 洗礼（1996年）企画
- 汝殺すなかれ（1996年）プロデューサー
- 鉄塔 武蔵野線（1997年）製作
- そして天使は歌う ぼ・ぼ・僕らは正義の味方（1997年）プロデューサー
- それいけ!アンパンマン アンパンマンとたのしい仲間たち（1999年）プロデューサー[2]
- それいけ!アンパンマン やきそばパンマンとブラックサボテンマン（2000年）プロデューサー[2]
- ナトゥ 踊る!ニンジャ伝説（2000年）製作委員会
- 笑う蛙（2002年）製作
- 火星のカノン（2002年）企画・製作
- 旅の途中で FARDA（2002年）
- さゞなみ（2002年）プロデューサー
- AIKI（2002年）製作委員会
- 茄子 アンダルシアの夏（2003年）製作委員会[2]
- 八月のかりゆし（2003年）プロデューサー
- 天使の牙B.T.A.（2003年）
- リアリズムの宿（2004年）プロデューサー
- 東京タワー（2004年）
- MAKOTO（2005年）
- まだまだあぶない刑事（2005年）
- アルゼンチンババア（2007年）製作
- 讐 〜ADA〜（2013年）製作
- うそつきパラドクス（2013年）製作
- 劇場版 BAD BOYS J -最後に守るもの-（2013年）製作
- 赤々煉恋（2013年）製作
- 思春期ごっこ（2014年）製作
- 新選組オブ・ザ・デッド（2015年）製作
- 血まみれスケバンチェーンソー（2016年）製作
- 咲-Saki-（2017年）チーフプロデューサー
- 咲-Saki- 阿知賀編 episode of side-A（2018年）チーフプロデューサー
- ミスミソウ（2018年）製作
- イマジネーションゲーム（2018年）製作
- 泣き虫しょったんの奇跡（2018年）エグゼクティブプロデューサー
- 愛しのアイリーン（2018年）エグゼクティブプロデューサー
- 殺る女（2018年）製作
- 家族のはなし（2018年）エグゼクティブプロデューサー
- 猫カフェ（2018年）製作
- チワワちゃん（2019年）エグゼクティブプロデューサー
- BACK STREET GIRLS -ゴクドルズ-（2019年）エグゼクティブプロデューサー
- 血まみれスケバンチェーンソーRED（2019年）エグゼクティブプロデューサー
- こどもしょくどう（2019年）エグゼクティブプロデューサー
- ホットギミック ガールミーツボーイ（2019年）エグゼクティブプロデューサー
- 新聞記者（2019年）エグゼクティブプロデューサー
- いちごの唄（2019年）製作
- 火口のふたり（2019年）エグゼクティブプロデューサー
- 宮本から君へ（2019年）エグゼクティブプロデューサー
- 東京アディオス（2019年）エグゼクティブプロデューサー
- 108〜海馬五郎の復讐と冒険〜（2019年）エグゼクティブプロデューサー
- どすこい!すけひら（2019年）エグゼクティブプロデューサー
- 影踏み（2019年）エグゼクティブプロデューサー
- 羊とオオカミの恋と殺人（2019年）製作
- ファンシー（2020年）製作
- 酔うと化け物になる父がつらい（2020年）製作
- もみの家（2020年）製作